# Autostrada A15 (Belgia)
Autostrada A15 – autostrada w Belgii, o długości 92 km. Droga łączy Liège, Namur i Charleroi. Jest częścią trasy europejskiej E42.